# Dozier (Alabama)
Dozier ist ein Ort im Crenshaw County, Alabama, USA. Die Gesamtfläche des Ortes beträgt 7,7 km². 2020 hatte Dozier 285 Einwohner.

## Demographie
Bei der Volkszählung aus dem Jahr 2000 hatte Dozier 391 Einwohner, die sich auf 167 Haushalte und 106 Familien verteilten. Die Bevölkerungsdichte betrug somit 51 Einwohner/km². 57,03 % der Bevölkerung waren weiß, 39,64 % afroamerikanisch. In 34,1 % der Haushalte lebten Kinder unter 18 Jahren. Das Durchschnittseinkommen betrug 13.750 US-Dollar pro Haushalt, wobei 49,9 % der Bevölkerung unterhalb der Armutsgrenze lebten.